# 국제 로봇 올림피아드
국제 로봇 올림피아드(IRO, International Robot Olympiad)는 로봇에 관심있는 학생들을 대상으로 각 국가의 지역예선과 각 국가별 예선을 거쳐서 최종 시드(세계대회 출전권)을 획득한 학생들이 출전하는 국제적인 올림피아드이다. 출처: 국제로봇올림피아드 사이트

## 참가국
대한민국, 그리스, 러시아, 중국, 인도네시아, 미국, 태국, 필리핀, 이집트, 방글라데시 등 총 28개국
- 한국의 예선,시드 부여대회 ( )는 대회장소(2018년을 기준)

7월 말~8월 초:각 지역 예선:수도권,중남부지역으로 장소를 분리하여 개최함.
각 도시별로 신청을 받아 참가가능. 상위입상자에 한하여 한국대회 본선 진출자격 취득가능
8월 경: 한국대회 본선 : 한국 국가대표를 선발하는 과정으로 상위입상자에게는 국제로봇올림피아드(IRO)에 한국 대표로 참가가능
본선에서 부여되는 시드는 순위에 따라 진출과 예비로 구분됨. 예비일 경우 진출시드의 부재가 없을 경우 참가 불가
10월 경: IRO 동해 2차 본선(시드 부여), IRC 로봇올림피아드 캠프(KINTEX)
IRO 캠프는 시드 배분이 되지 않을 가능성이 있으며 2018년에 경우 시드배분이 되지 않았음
12월 경: 국제로봇올림피아드(IRO) 개최

### 현재까지의 주최국(IRO 세계대회)
1999년: 제 1회 국제로봇올림피아드 1999(대한민국 대전 KAIST)
2000년: 제 2회 국제로봇올림피아드 2000(대한민국 서울 올림픽체조경기장)
2001년: 제 3회 국제로봇올림피아드 2001(홍콩 과학기술대학)
2002년: 제 4회 국제로봇올림피아드 2002(중국 WAB)
2003년: 제 5회 국제로봇올림피아드 2003(대한민국 국립중앙과학관)
2004년: 제 6회 국제로봇올림피아드 2004(대한민국 국립중앙과학관)
2005년: 제 7회 국제로봇올림피아드 2005(대한민국 일산 KINTEX)
2006년: 제 8회 국제로봇올림피아드 2006(호주 골드코스트 TSS)
2007년: 제 9회 국제로봇올림피아드 2007(싱가포르 ITE College East)
2008년: 제 10회 국제로봇올림피아드 2008(말레이시아 국제이슬람대학)
2009년: 제 11회 국제로봇올림피아드 2009(대한민국 대전컨벤션센터)
2010년: 제 12회 국제로봇올림피아드 2010(호주 골드코스트)
2011년: 제 13회 국제로봇올림피아드 2011(인도네시아 자카르타)
2012년: 제 14회 국제로봇올림피아드 2012(대한민국 광주광역시 김대중컨벤션센터)
2013년: 제 15회 국제로봇올림피아드 2013(미국 덴버 콜로라도컨벤션센터)
2014년: 제 16회 국제로봇올림피아드 2014(중국 북경)
2015년: 제 17회 국제로봇올림피아드 2015(대한민국 부천시)
2016년: 제 18회 국제로봇올림피아드 2016(중국 북경)
2017년: 제 19회 국제로봇올림피아드 2017(중국 친황다오)
2018년: 제 20회 국제로봇올림피아드 2018(필리핀 마닐라)
2019년: 제 21회 국제로봇올림피아드 2019(태국 치앙마이)
2020년: 제 22회 국제로봇올림피아드 2020(온라인)
2021년: 제 23회 국제로봇올림피아드 2021(대한민국 대구광역시 엑스코)
2022년: 제 24회 국제로봇올림피아드 2022(태국 푸켓)
2023년: 제 25회 국제로봇올림피아드 2023(그리스 아테네)
2024년: 제 26회 국제로봇올림피아드 2024(대한민국 부산광역시 벡스코)
2025년 : 제 27회 국제로봇올림피아 2025(호주 골든코스트)